# La lingua del santo
La lingua del santo è un film del 2000 diretto da Carlo Mazzacurati, ambientato tra Padova, i Colli Euganei e la laguna veneta.
Il film si ispira a un fatto di cronaca avvenuto il 10 ottobre 1991, quando la reliquia del mento di Sant'Antonio di Padova (e non la lingua, che è conservata in un diverso reliquiario) fu trafugata dalla basilica del Santo e ritrovata due mesi dopo in circostanze misteriose vicino a Roma. Venti anni più tardi Felice Maniero, in un'intervista rilasciata al Messaggero di Sant'Antonio, affermò di essere stato il mandante del furto, che nelle sue intenzioni era mirato proprio alla lingua del Santo.

## Trama
Veneto, primi anni del Duemila. Willy e Antonio, due amici disoccupati, per vivere s'arrangiano con piccoli furti: il primo è un agente di commercio, il secondo un vecchio giocatore semiprofessionista di rugby a 15. Una notte, introdottisi all'interno della basilica del Santo a Padova, mentre sono intenti a scassinare la cassetta delle offerte, si accorgono della presenza di un reliquiario contenente la lingua del Santo e decidono di appropriarsene, per chiedere un riscatto di un miliardo di lire. 
Un ricco commerciante della zona, devoto del Santo, si offre come mediatore e mette a disposizione la cifra richiesta dai due ladri. Il fatto solleva un gran polverone mediatico, per cui Willy e Antonio devono organizzare uno scambio che si prefigura molto pericoloso. Il primo tentativo di scambiare la reliquia con il miliardo non si concretizza per la presenza delle forze dell'ordine, mentre al secondo tentativo i due riescono a recuperare la borsa con i soldi, ma sono subito dopo braccati dai Carabinieri.
Sfuggiti agli inseguitori attraverso la laguna veneta grazie a una piccola ma veloce barca da pescatori, i due giungono presso l'aeroporto che doveva servire per la progettata fuga, ma alla fine di comune accordo decidono che uno solo di loro terrà l'intero bottino e si rifarà una vita all'estero.

## Produzione
Lo sceneggiatore Marco Pettenello ha rivelato che per la realizzazione del film lui e Carlo Mazzacurati si sono ispirati a Il grande Lebowski dei fratelli Coen, apprezzando particolarmente il genere di comicità presente nelle loro opere.